# Golubić
Pour la joueuse de tennis suisse, voir Viktorija Golubic.
Golubić est un village de la municipalité de Obrovac (Comitat de Zadar) en Croatie. Au recensement de 2011, le village comptait 132 habitants.